# Víktor Afanàssiev
Víktor Mikhàilovitx Afanàssiev (rus: Виктор Михайлович Афанасьев; Briansk, 31 de desembre de 1948) és un coronel de la Força Aèria Russa i cosmonauta de proves del Gagarin Cosmonaut Training Center. Està casat amb Yelena Ya. Afanasyeva, nascuda el 1952. Tenen dos fills. El seu pare, Mikhail Z. Afanasyev, ha mort. La seva mare, Marya S. Afanasyeva, resideix a Merkulyevo, regió de Bryansk, Rússia. Els seus interessos recreatius són el futbol, la natació i el turisme. Considera que el seu menjar preferit és un borsx.

## Educació
Es va graduar a l'Escola de Pilots Militars de Kachynskoye el 1970 i a l'Institut d'Aviació de Moscou el 1980.

## Honors especials
Heroi de la Unió Soviètica i Pilot Cosmonauta de la Unió Soviètica.

## Experiència
De 1970 a 1976 va servir a les tropes de combat de la Força Aèria com a pilot, pilot sènior i comandant de vol. De 1976 a 1977 va assistir al Centre d'entrenament de pilots de proves. De 1977 a 1988 va exercir com a pilot de proves a l’Institut Estatal d’Investigació Valery Chkalov. Viktor Afanasyev està certificat com a pilot militar de proves de classe 1. Ha registrat més de 2000 hores de vol en més de 40 avions diferents.

### Experiència GCTC
De 1985 a 1987, Viktor Afanasyev va fer un curs bàsic de formació espacial al Centre de Formació de Cosmonautes Yuri Gagarin a temps parcial. Va ser traslladat al GCTC fent la formació avançada al 1988. A partir de febrer de 1989, Afanasyev es va preparar per a un vol espacial a bord de l'estació orbital Mir com a comandant de la tripulació de seguretat de la missió Mir-7.
Té registrats 175 dies de vol durant el seu primer vol espacial (del 2 de desembre de 1990 al 26 de maig de 1991) com a comandant de la tripulació de la missió Mir-8. La missió incloïa un vol conjunt amb un astronauta japonès i un britànic. Va realitzar 4 EVA's que sumaven 20 hores i 55 minuts.
Del 8 de gener al 9 de juliol de 1994, Afanasyev participà en un vol espacial a bord del vehicle de transport Soiuz-TM-18 a l'estació orbital Mir com a comandant de la tripulació de la missió Mir-15.
D'octubre de 1996 a gener de 1998, Afanasyev va preparar-se per a la missió Mir-25 com a comandant de la tripulació de reserva. La missió havia d’incloure els programes NASA-7 i Pegasus (CNES).
Des de març de 1998 va rebre formació com a comandant principal de la tripulació de la missió Mir-27. Del 20 de febrer al 28 d'agost de 1999, participà en un vol espacial de 189 dies a bord del vehicle de transport Soiuz-TM i l'estació orbital Mir on va realitzar 3 EVA's.
El coronel Afanasyev com a veterà de tres missions de llarga durada registra un total 545 dies a l'espai i 7 EVA's que sumen 38,55 hores. Té una certificació de cosmonauta de classe 1.
Al 2001, Viktor Afanasyev va ser assignat a la tripulació de reserva de l'EEI Taxi-1.

## Distincions
- Heroi de la Unió Soviètica (26 de maig de 1991): per a la implementació amb èxit del vol espacial al complex de recerca científica orbital Mir mostrant valentia i heroisme
- Ordre de Mèrit per a la Pàtria, 2a classe (10 d'abril de 2002) - pel seu coratge i professionalitat demostrat durant la implementació del vol espacial a l'Estació Espacial Internacional; 3a classe (22 de novembre de 1999): pel seu coratge i heroisme mostrat durant el vol espacial prolongat al complex de recerca científica orbital Mir
- Order for Personal Courage (18 d'agost de 1994): pel seu coratge i valentia demostrats durant un vol espacial prolongat al complex de recerca científica orbital Mir
- Ordre de Lenin (26 de maig de 1991)
- Ordre de servei a la pàtria a les forces armades de la URSS, 3a classe (21 de febrer de 1985)
- Medalla "Per al mèrit en l'exploració espacial" (12 d'abril de 2011) - pels grans èxits en el camp de la investigació, el desenvolupament i l'ús de l'espai exterior, molts anys de treball diligent i activitats públiques
- Gran oficial de la Legió d'Honor (França)
- Pilot-Cosmonauta de la URSS (26 de maig de 1991) - per a la implementació del vol espacial al complex de recerca científica orbital Mir